# Australofannia spiniclunis
Australofannia spiniclunis är en tvåvingeart som beskrevs av Adrian C. Pont 1977. Australofannia spiniclunis ingår i släktet Australofannia och familjen takdansflugor. Inga underarter finns listade i Catalogue of Life.